# Linie 41
Linie 41 ist ein deutscher Dokumentarfilm aus dem Jahr 2015. Regie führte Tanja Cummings, produziert wurde er vom  Europäischen Verein für Ost-West-Annäherung e. V. Die Uraufführung erfolgte am 26. September 2015 im Wettbewerb des BJFF Jüdischen Filmfestivals von Bukarest (Rumänien). 

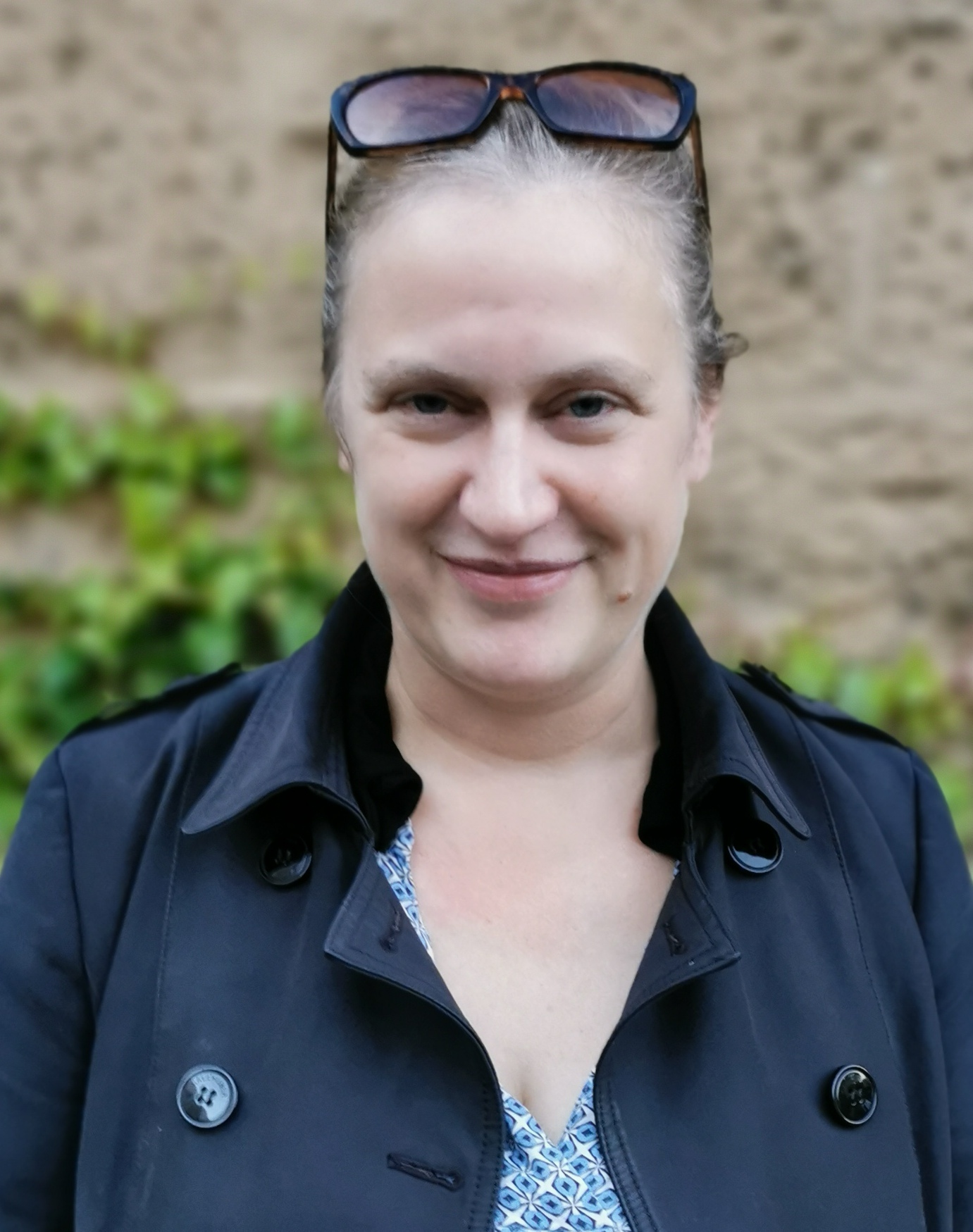
Tanja Cummings (2021)

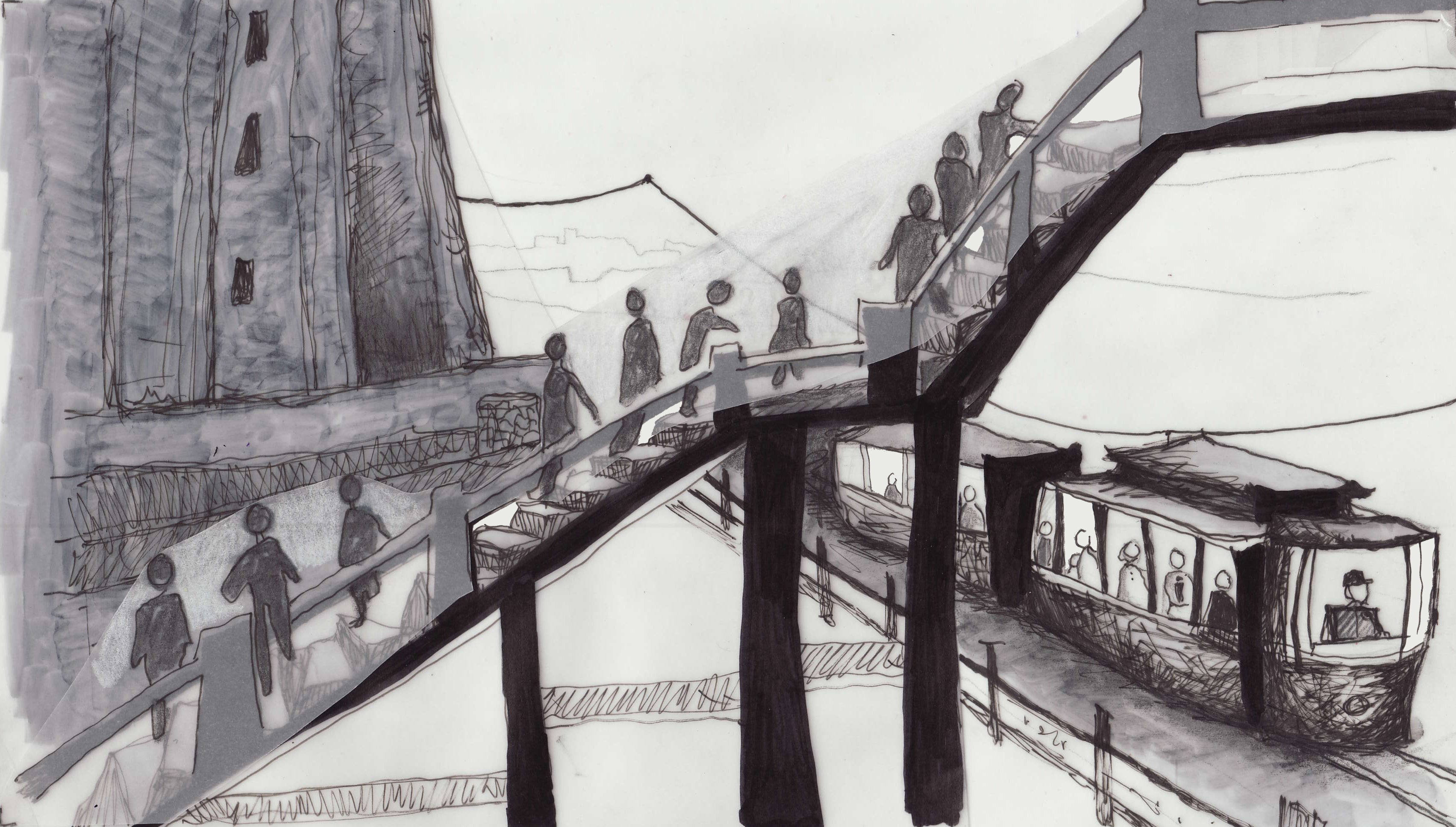

## Handlung
Der Film Linie 41 dokumentiert die Rückkehr eines Überlebenden des Lodzer Ghettos zurück ins heutige Łódź. Jahrelang hatte Natan Grossmann es vermieden, das Schicksal seines Bruders Ber zu ergründen, der dort 1942 verschwand. Nun beginnt nach 70 Jahren eine späte Suche nach seinem Bruder und Spuren seiner Eltern, die im Ghetto umkamen. Seine Suche kreuzt sich mit der des Sohnes des ehemaligen Nazi-Oberbürgermeisters der Stadt, der hier einem dunklen Familiengeheimnis nachgeht.

## Rezeption
„Der Film hat national und international große Beachtung gefunden, so im Mai 2016 auf dem Jewish International Film Festival in Sydney und Melbourne, Australien.“

## Festivals
- Bucharest Jewish Filmfestival  2015 (im Wettbewerb)
- Kasseler Dokfest, 2015
- Jüdische Filmtage München, 2016
- JIFF Jewish International Film Festival, Sidney & Melbourne, Australien, 2016
- Neiße Filmfestival. Gewinner des Spezialpreises beim 13. Neiße Filmfestival, 2016
- JFBB Jüdisches Film Festival Berlin & Brandenburg (JFBB), 2016
- Paul Spiegel Filmfestival, Düsseldorf, 2017
- BJFF Boston Jewish Filmfestival, 2017

## Preise
- Spezialpreis des Sächsischen Filmverbands beim 13. Neiße Filmfestival, 2016[2]